# David Sheppard
David Joseph Sheppard (New York, 12 dicembre 1931 – New York, 5 novembre 2000) è stato un sollevatore statunitense che ha gareggiato nelle categorie dei pesi medi (fino a 75 kg.) e dei pesi medio-massimi (fino a 90 kg.).

## Biografia
Nel 1951 Sheppard, non ancora ventenne, cominciò ad avere successo a livello internazionale, conquistando la medaglia d'argento nei pesi medi ai Campionati mondiali di Milano con 395 kg. nel totale su tre prove, stesso risultato della medaglia d'oro Peter George, suo connazionale.
Vinse un'altra medaglia d'argento ai Campionati mondiali di Stoccolma 1953 con 397,5 kg. nel totale, questa volta dietro al connazionale Tommy Kono (407,5 kg.).
Nel 1954 partecipò ai Campionati mondiali di Vienna dopo aver fatto il salto di due categorie fino a quella dei pesi medio-massimi, ottenendo la sua terza medaglia d'argento con 440 kg. nel totale, dietro al campione sovietico Arkadij Vorob'ëv (460 kg.).
L'anno successivo ottenne la sua prima vittoria importante, conquistando la medaglia d'oro ai Giochi Panamericani di Città del Messico.
Nel 1956 prese parte alle Olimpiadi di Melbourne, dove riuscì a vincere la medaglia d'argento con 442,5 kg. nel totale, nuovamente battuto da Vorob'ëv (462,5 kg.), il quale nell'occasione stabilì il nuovo record mondiale nella prova di distensione lenta e nel totale.
Nel 1958 Sheppard ottenne il suo ultimo risultato importante a livello internazionale, vincendo la medaglia d'argento ai Campionati mondiali di Stoccolma con 450 kg. nel totale, ancora una volta dietro a Vorob'ëv (465 kg.).
Nel corso della sua carriera realizzò un record del mondo nella prova di distensione lenta nella categoria dei pesi medio-massimi.